# NGC 4332
NGC 4332 ist eine Balken-Spiralgalaxie mit ausgedehnten Sternentstehungsgebieten vom Hubble-Typ SBa im Sternbild Drache am Nordsternhimmel. Sie ist schätzungsweise 129 Millionen Lichtjahre von der Milchstraße entfernt und hat einen Durchmesser von etwa 80.000 Lj. 
Gemeinsam mit NGC 4108, NGC 4210, NGC 4221, NGC 4256, NGC 4513 und PGC 38461 bildet sie die NGC 4256-Gruppe.
Die Typ-Ia-Supernova SN 2009an wurde hier beobachtet.
Das Objekt wurde am 20. März 1790 vom deutsch-britischen Astronomen Wilhelm Herschel entdeckt.